# Johann Ludwig Samuel Lutz
Johann Ludwig Samuel Lutz, zumeist nur Samuel Lutz (auch J. L. Samuel Lutz; * 2. Oktober 1785 in Bern; † 21. September 1844 ebenda), war ein Schweizer reformierter Geistlicher, Theologe und Hochschullehrer.

## Leben
Lutz wurde in sehr ärmlichen Verhältnissen geboren. Die Behörden brachten das Kind im Alter von zehn Jahren ins burgerliche Waisenhaus der Stadt Bern. Im Alter von 16 Jahren, 1801, kam er zu seiner Grossmutter väterlicherseits und besuchte das Berner Gymnasium. Anschliessend ging er zum Studium der Theologie an die Akademie Bern. Noch während des Studiums nahm er eine Hauslehrerstelle an und tauschte diese 1807 gegen eine Stelle als Elementarschullehrer. Nach mit Auszeichnung bestandenem theologischem Examen erfolgte am 10. Mai 1808 seine Ordination. Anschliessend konnte er mit einem Stipendium für ein Jahr an der Universität Tübingen die alten Sprachen studieren, danach für ein Semester an der Universität Göttingen Allgemeine Philologie und Theologie.
Lutz wurde 1812 Professor der alten Sprachen am Gymnasium Bern. Trotz seinem erfolgreichen Lehren überwarf er sich 1824 mit der Bildungsbehörde. Er gab sein Lehramt auf und wurde Pfarrer von Wynau. 1830 wählte man ihn zum Pfarrer der Heiliggeistkirche in Bern, wobei er schon 1834 an die Universität Bern wechselte, an der ihm die ordentliche Professur für Exegese übertragen wurde. Bereits ab 1833 war er Professor an der Akademie. In dieser Zeit war er zudem von 1834 bis 1838 Dekan der Theologischen Fakultät, von 1840 bis zu seinem Tod Dekan des Berner Kapitels und zeitweise Präsident der Landessynode. Von 1831 bis 1837 hatte er das Amt eines Erziehungsrats für den Kanton Bern inne. Einen Ruf auf den Lehrstuhl für praktische Theologie lehnte er kurz vor seinem Tod ab.
Lutz wurde 1835 von der Universität Basel mit der Ehrendoktorwürde (Dr. theol. h. c.) ausgezeichnet.

## Werke
- Biblische Dogmatik. Flammer und Hoffmann, Pforzheim 1847.
- Biblische Hermeneutik. Flammer und Hoffmann, Pforzheim 1849.